# Испанская симфония
Испанская симфония ре минор для скрипки с оркестром Op. 21 — произведение Эдуара Лало, написанное в 1874 году.
Средняя продолжительность звучания — 35 минут. В произведении пять частей:
1. Allegro non troppo
2. Scherzando: Allegro molto
3. Intermezzo: Allegretto non troppo
4. Andante
5. Rondo: Allegro

Лало написал Испанскую симфонию для скрипача Пабло Сарасате и посвятил её ему. Сарасате был первым исполнителем сольной партии в симфонии 7 февраля 1875 года в Париже. Испанская тематика в этот период была чрезвычайно модной в Париже (в частности, в это же время Жорж Бизе работал над оперой «Кармен»), и элементы экзотического колорита прослеживаются во всех пяти частях произведения Лало. Можно думать, что композитор особо имел в виду испанский темперамент солиста, — в то же время, как указывают специалисты, Испанская симфония имела исключительное значение в карьере Сарасате: именно после неё он в своём исполнительском и композиторском творчестве начал делать акцент на испанских мотивах.
Кроме того, как утверждается, Испанская симфония послужила источником вдохновения для П. И. Чайковского в его работе над скрипичным концертом: в 1878 году, когда Чайковский отдыхал в Швейцарии, Иосиф Котек привёз ему некоторое количество новых произведений скрипичного репертуара, в том числе Испанскую симфонию, они вдвоём сыграли переложение для скрипки и фортепиано, и Чайковский, вдохновившись, отложил другую работу и приступил к своему концерту.